# Just Can't Get Enough (canción de Black Eyed Peas)
«Just Can't Get Enough» —en español: no puedo tener suficiente—  es una canción interpretada por la banda estadounidense Black Eyed Peas. El 21 de enero de 2011 fue elegida por votación de sus miembros como el siguiente sencillo a extraer de su álbum The Beginning, por lo que ese mismo día se anunció como su segundo sencillo del álbum y el 18 de febrero fue lanzado oficialmente.
En la canción predomina el pop y el electro hop, en donde, a diferencia de las canciones anteriores, se utiliza de forma más tranquila y calmada. También es importante señalar la ausencia del reiterado auto-tune y de los sonidos eléctricos palpitantes por otros más románticos.
Tuvo reseñas positivas en los medios, y los críticos destacaron la voz de Fergie como delicada y fina, pero poco usada por ella.
El sencillo debutó en el de Australian Singles Chart en el número 19 y en el French Singles Chart en el número 79. Logró el pico más alto en Estados Unidos en un año del grupo, ya que en menos de un mes logró subir sesenta y tres puestos en los Billboard Hot 100, desde el n.º 66 al n.º 3, incluso más que el anterior «The Time (Dirty Bit)»; en los Billboard Pop 100 obtuvo el segundo puesto. También encabezó listas en países europeos. En cuanto a descargas el sencillo ha logrado ser número 1 en iTunes y se mantuvo con éxito en los Digital Songs logrando entrar a los récord de descargas, siendo el cuarto sencillo del grupo en entrar al listado. Además, desde su lanzamiento hasta la actualidad, el sencillo ha logrado superar las 3.000.000 de unidades digitales vendidas en los Estados Unidos.
Es una de las canciones más exitosas del 2011 según la revista Billboard, que la listó dentro del top 10 de muchos de sus charts.

## Antecedentes
El segundo sencillo de The Beginning fue anunciado en sitio web oficial de Black Eyed Peas el 21 de enero de 2011, y lanzado el mismo día.  Según el sitio web oficial del grupo, la canción electro es un intento de mostrar la "variedad física y emocional" de la voz de Fergie.
Rodney Jerkins y Frost Julie compuso la canción básica en su letra, junto con Jerkins en el piano y Helade que contribuye la letra y la melodía superior.
El Darkchild equipo de producción de Tommy Brown y Bah luego trabajó en la producción de antes de la pista y que contribuyen a la composición de la música finalmente, Will.I.Am y los Black Eyed Peas dijeron que aparte del trabajo que hicieron los productores la canción "se cortó y se lo dio su propio toque personal". Just Can't Get Enough contiene un ritmo mucho más tranquilo y romántico que las fiesteras y electrónicas canciones anteriores de Black Eyed Peas. Con una tonada nostálgica, sentimental y de amor.
La canción fue descrita como "Muy Familiar. De como, a pesar de la fama. Están lejos y extrañan a sus seres queridos". La voz de Fergie fue descrito como una "nostalgia, y con semillas de algo más emocionante. Su voz se puede llevar a una dulzura sin tapujos que atraviesa todos los trucos de la Electrónica con un calor palpable.". Taboo, miembro del grupo, explicó el significado de la canción a MTV News, diciendo que: "El mensaje es saber que cuando te vas de alguien, especialmente cuando estás de gira, no te cansas de estar pensando en los que amas y lo que desea es hacerles saber que siempre estás ahí para ellos."

## Video musical

### Antecedentes
Will.i.am confirmó en Twitter que el vídeo de la canción fue filmada en Tokio, a finales del mes de febrero. Finalmente fue estrenado el 16 de marzo de 2011. El video se grabó en Japón una semana antes del terremoto que ocurrió en dicho lugar, por ello, Black Eyed Peas dedicaron el video a todo el pueblo de Japón en un mensaje que aparece en el comienzo del mismo. El video recibió críticas positivas de los críticos. Bill Lamb de About.com escribió que "La sensación... ya estaba un poco melancólico que representa la soledad y la separación de estar en el camino. Sin embargo, el hecho de que el vídeo fue filmado en Tokio, Japón, justo una semana antes del reciente y devastador terremoto da el video aún más profundidad y patetismo. "  Becky Bain TV, escribió que "Se trata básicamente de Lost in Translation con una banda sonora con más golpes."

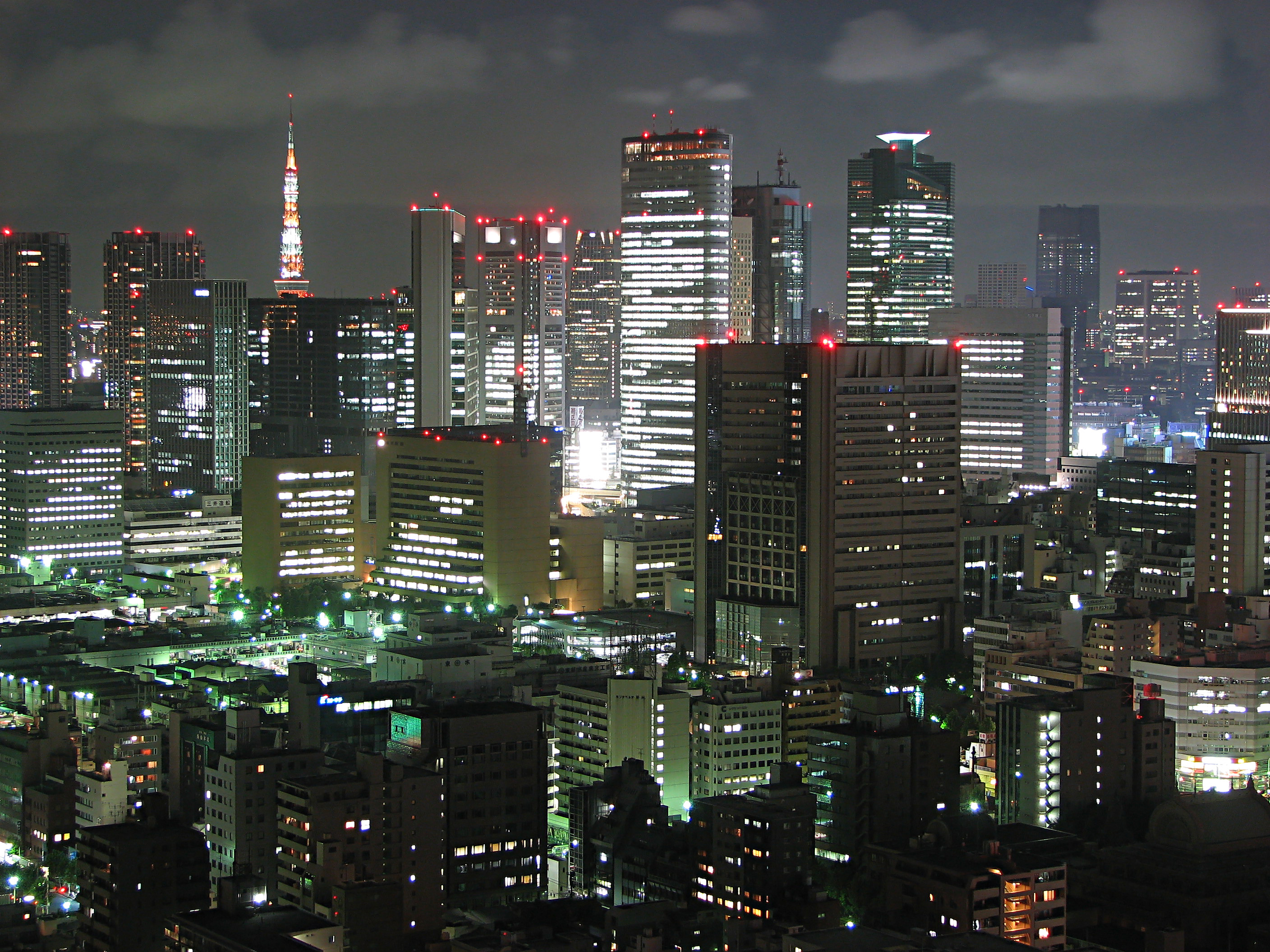
El video de Just Can't Get Enough fue filmado en Tokio, Japón

### Tsunami en Japón
En una entrevista con Entertainment Tonight, Fergie habló del clip y el desastre natural en Japón, diciendo: "Ha sido el vídeo más fácil que nunca disparó porque era nuestra vida nos vidas. Me encanta que se trata de mostrar una perspectiva real de cómo a veces puede estar solo en el camino lejos de nuestros seres queridos. También demuestra el amor y la conexión que tenemos con Japón. Nuestro corazón está con todos los japoneses que han sido afectados por este desastre natural. "
Taboo también fue citado diciendo: "Fue un momento increíble en el tiempo debido a que Japón siempre ha sido mi lugar favorito en el planeta. Fue genial ver nuestro vídeo allí. Dios los bendiga a los japoneses. Nuestro amor está con ellos. "
El video recibió críticas positivas de los críticos. Bill Lamb de About.com escribió que "La sensación... ya estaba un poco melancólico que representa la soledad y la separación de estar en el camino. Sin embargo, el hecho de que el vídeo fue filmado en Tokio, Japón, justo una semana antes del reciente y devastador terremoto da el video aún más profundidad y patetismo. "  Becky Bain de la Tele, escribió que "Se trata básicamente de Lost in Translation con una banda sonora más golpes. "

### Sinopsis
El video inicia con el mensaje "Este vídeo fue filmado en Japón una semana antes del tsunami. Nuestros pensamientos y oraciones están con todo el pueblo de Japón. Los amamos." y termina con una solicitud para donar a la Cruz Roja.
Seguidamente, aparece Fergie  sólo con una camisa, lo que parece ser una referencia de la película Lost in Translation, cantando la primera estrofa en una habitación, luego, al terminar, se ve a Will.i.am en un taxi viendo la ciudad de Tokio. A continuación, se pueden observar distintos lugares de dicha ciudad, como una discoteca en donde los Black Eyed Peas cantan, o simplemente la misma ciudad, en donde se ven innumerables edificios, luces y publicidad. Rodeado de fanes del grupo. En la calle, comienza su estrofa Taboo. Al final, sale Will.i.am en un cuarto de luces y muchos efectos, en donde también aparece Apl.de.ap, quien termina la canción.

## Recepción de la crítica
Andy Gill de The Independent calificó positivamente a la canción diciendo que "Entre los puntos destacados, incluye "Just Can't Get Enough", como al llegar a la cima de repente la canción tiene texturas poco comunes de sintetizador en cadena a un bombeo de sudoroso techno al final". Shalvi Mangaokar de PlanetRadiocity.com dijo que la voz de Fergie en "Just Can't Get Enough" te deja preguntando por qué no la usa más. Bill Lamb de About.com calificó como tres estrellas y medias, de cinco estrellas y afirmó que:. "La mayor parte del tiempo, la estructura de la canción es absorbida por la melodía simple de la canción pop y las letras sobre el amor adictivo. Pero aunque parta con dos minutos y más de romanticismo y nostalgia, al final el ritmo cambia sin previo aviso a una llamarada electrónica.".
Eitherway,  cree que la canción es "fórmula" y que "la grabación esta altamente procesada para crear la distancia de los oyentes". Además, concluyó su revisión, diciendo:." La canción fue diseñado según los informes, un escaparate para el talento vocal de Fergie. Su canto es hermoso aquí, pero de nuevo, sencillamente, no es mucho. "Simplemente no puedo tener suficiente" es un agradable y hermoso momento en el tiempo, pero es muy fugaz.  Andy Gill de The Independent dijo que, positivamente, que: "Otros puntos destacados incluyen" Just Can't Get Enough " - no el sencillo de Depeche Mode- que las bóvedas de repente de la dignidad poco común de texturas de sintetizador de cadena a un sudoroso techno final. Lewis de Digital Spy la calificó de tres estrellas (de cinco) y comentó que: "El atrás y hacia adelante de producción - una reminiscencia de clásicos arcade Pong - cuenta con sintetizadores electrónicos y cuerdas blandas asociadas con ritmos pesados y, por supuesto, la obligatoriedad de vocoder "interruptor de mega-up" -. provocando su transformación en un final de estruendo tecno tiro en algunos "LOL"  de texto y voz computarizada, y no podemos dejar de pensar que tal vez pasó demasiado tiempo delante del PC para esto. ¿Quieres ser cuidadoso, oímos que hacer que sus ojos van cuadrado"

## Lista de canciones
Descarga digital
1. "Just Can't Get Enough" – 3:40

CD Single Alemania
1. "Just Can't Get Enough" – 3:37
2. "Just Can't Get Enough" [Instrumental] – 3:37

## Lista de posiciones y ventas
| País            | Listas                             | Mejor Posición |
| --------------- | ---------------------------------- | -------------- |
| Australia       | Australia Singles Chart            | 3              |
| Austria         | Ö3 Austria Top 75                  | 1              |
| Alemania        | German Youth Airplay Chart         | 10             |
| Bélgica         | Ultratop 50 Flanders               | 1              |
| Bélgica         | Ultratop 40 Wallonia               | 1              |
| Brasil          | Billboard Hot 100 Airplay          | 3              |
| Brasil          | Billboard Hot Pop & Popular        | 1              |
| Chile           | Chile Top Singles                  | 1              |
| Canadá          | Canadian Hot 100                   | 3              |
| Dinamarca       | Dinamarca Top 100                  | 1              |
| Escocia         | La Official Charts Company         | 2              |
| Eslovaquia      | IFPI                               | 1              |
| Estados Unidos  | Billboard Pop 100                  | 2              |
| Estados Unidos  | Billboard Hot 100                  | 3              |
| Estados Unidos  | Latin Pop Songs                    | 15             |
| Estados Unidos  | Adult Pop Songs                    | 20             |
| Estados Unidos  | Bubbling Under R&B/Hip-Hop Singles | 2              |
| Finlandia       | Finlandia Top 100                  | 1              |
| Francia         | French Singles Chart               | 1              |
| Irlanda         | Irlanda Singles Chart              | 1              |
| Nueva Zelanda   | New Zealand Singles Chart          | 1              |
| Perú            | Perú Top 40                        | 1              |
| Polonia         | Polish Music Charts                | 1              |
| Reino Unido     | UK R&B Chart                       | 1              |
| Reino Unido     | UK Singles Chart                   | 3              |
| República Checa | IFPI                               | 1              |
| Rumania         | Romania Top Singles                | 1              |
| Suecia          | Suecia Top 100                     | 1              |
| Suiza           | Suiza Top Singles                  | 1              |

| País          | Certificación |
| ------------- | ------------- |
| Australia     | 2× Platino    |
| Alemania      | Oro           |
| Italia        | Oro           |
| Nueva Zelanda | Platino       |
| Suiza         | Oro           |